# Nižaj
Nižaj je debeli predznak, ki zniža ton za pol tona. Znižanemu tonu dodamo končnico -es
Nižaji po vrsti: b (hes), es, as, des, ges, ces, fes.